# Gakuen Heaven
Gakuen Heaven é uma popular franquia baseada no jogo de computador Gakuen Heaven: Boy's Love Scramble que atualmente inclui mangá e anime. O enredo conta a história de Keita, um garoto comum que recebe uma carta-convite para que estude em uma academia de elite. Nesta escola, freqüentada somente por garotos hiper-talentosos, as despesas são pagas por uma corporação, onde os formandos aspiram poder trabalhar um dia. Dito isto, mesmo que o jovem não entenda as razões da seleção, ainda mais fora de época, os pais acham maravilhoso e ele, mesmo com muito receio, vai. A escola se chama de Bell Liberty ou BL. BL também é uma sigla para "Boys Love", sinônimo de Yaoi.
Todos os alunos – personagens – estão curiosíssimos para saber quem é o novo aluno que não tem nenhuma qualificação especial. Aliás, um dos mistérios da série – que terá treze episódios – é descobrir porque o reitor selecionou Keita. Entre as personagens de maior destaque estão o presidente do conselho de alunos, chamado de Rei, e o tesoureiro-chefe, chamado de Rainha (ele usa um uniforme branco, diferente dos demais), eles disputam entre si a primazia sobre os alunos, tem aliados que conspiram o tempo inteiro. Keita vai virar peão nesse jogo.